# Рэй, Марта
Марта Рэй (англ. Martha Ray; 1742 — 7 апреля 1779, Лондон, Королевство Великобритания) — британская певица «георгианской эры».  Известна как успешная певица и своей связью с Джоном Монтегю, 4-м графом Сэндвич. Рэй жила с ним как любовница с семнадцати лет, в то время как жена графа страдала от психических заболеваний.

## Жизнь и карьера
Отец Рэй был корсетником, а мать слугой в благородном доме. Сама Марта была ученицей модистки. Хорошая, умная и талантливая певица привлекла внимание многих представителей английской знати. Став любовницей лорда Сэндвич, Рэй с его подачи поселилась в его резиденции в Вестминстере, получив от него щедрое пособие и позволение оставаться там в периоды, когда она не хотела жить у себя дома. С помощью лорда Сэндвича Рэй смогла завершить своё образование. На публике, хотя Сэндвич был женат, они вели себя как муж и жена. Марта родила пятерых детей, одним из которых был Бэзил Монтегю, известный впоследствии британский юрист, писатель и филантроп.
В 1775 году Рэй в Хингингбруке, поместье лорда Сандвича, познакомилась с Джеймсом Хэкманом, прапорщиком, затем лейтенантом 68-го пехотного полка. Хэкман стал частым гостем, и, как полагают, несколько раз предлагал Рэй выйти за него замуж, но она каждый раз отказывалась. К этому времени Сэндвич был глубоко в долгах. Считается, что, хотя Сэндвич был финансово щедр с Рэй, он не предлагал ей долгосрочного финансового обеспечения, возможно, это и привело к тому, что Рэй не рвала отношений с Хэкманом.
В 1779 году Хэкман покинул британскую армию, чтобы стать диаконом английской церкви. В какой-то момент, предположительно, около 1778 года, отношения Рэй и Хэкмана приобрели романтический характер, но ненадолго из-за того, что она считала, что ему не хватит средств и социального статуса для её поддержки. Однако Хэкман по прежнему был влюблён в Рэй, становясь всё более ревнивым и начав преследовать её.

## Убийство
7 апреля 1779 года в компании близкого друга, певицы Катерины Галли, Рэй покинул свой дом, чтобы посетить спектакль балладной оперы Исаака Бикерстаффа и Томаса Арна «Любовь в деревне». В тот вечер к ней подошёл Хэкман, но когда она отказалась сказать, куда идёт, он последовал за ней в Королевский оперный театр в Ковент-Гардене, где и застрелил её. После убийства он попытался застрелиться, но только ранил себя и был арестован. На суде адвокаты пытались защитить своего клиента, объявив причиной убийства «временное безумие». Они утверждали, что Хэкман уступил внезапному и «непреодолимому импульсу», увидев как на его глазах в Ковент-Гардене Рэй встретилась с Уильямом Хангером, бароном Колрейн, которого принял за нового любовника. Был ли у Рэй и Хангера роман, так и не было установлено. Лорд Сэндвич был опустошен её смертью. 14 апреля, через два дня после похорон Марты Рэй, Хэкман был приговорён к повешению. Казнь состоялась 19 апреля при стечении большой толпы в Тайберне (графство Миддлсекс).
События вокруг убийства Марты Рэй были использованы в популярном романе Герберта Крофта «Любовь и безумие» (1780) и в книге Гилберта Бёрджесса «Любовные письма мистера Х и мисс Р 1775-1779» (англ. The Love Letters of Mr. H and Miss R 1775-1779), фактически отредактированной версии романа Крофта.